# 木村正俊
木村 正俊（きむら まさとし、1938年 - 2022年9月12日）は、日本のヨーロッパ文学者。元神奈川県立外語短期大学学長。同短期大学名誉教授。

## 経歴
1938年、青森県尾上町（現・平川市）生まれ。黒石高等学校を卒業して弘前大学文理学部を卒業。卒業後は1961年に青森放送に入社して記者となったが、1965年に退社。
早稲田大学大学院文学研究科に入学し、尾島庄太郎ほかの下で学び、アイルランドやケルト文化に関心を持つようになる。1975年、早稲田大学大学院文学研究科博士課程英文学専攻博士課程を満期退学。その後は大学講師となり、1975年に神奈川県立外語短期大学専任講師となった。その後助教授、1982年に教授昇進。1985年4月、神奈川県立外語短期大学第5代学長に就任（1991年3月まで）。2006年に神奈川県立外語短期大学を退職して名誉教授となった。

## 研究内容・業績
- 専門分野はアイルランド文学、スコットランド文学（英語版）、ケルト文化。

## 著書
- 『棟方志功の世界 日本美の原点』都の森出版社 1972
- 『ケルト人の歴史と文化』原書房 2012
  - 『ケルトの歴史と文化』中央公論新社〈中公文庫〉（上下）2018
- 『ケルト全史』東京堂出版 2021
- 『スコットランド通史　政治・社会・文化』原書房 2021
- 『ケルト神話・伝承事典』論創社 2022

### 共編著
- 『現代英米小説の担い手たち』清水重夫・大平章、フェニックスの会共編著 弓書房 1985
- 『スコットランド文化事典』中尾正史共編 原書房 2006
- 『ロバート・バーンズ スコットランドの国民詩人』照山顕人共編 晶文社 2008
- 『文学都市エディンバラ ゆかりの文学者たち』編 あるば書房 2009
- 『スコットランド文学 その流れと本質』編 開文社出版 2011
- 『スコットランド文学の深層　場所・言語・想像力』編 春風社 2020
- 『エリザベス・ボウエン鑑賞事典』田中慶子 共編 論創社 2025。遺著

### 翻訳
- T.C.スマウト『スコットランド国民の歴史』監訳 原書房 2010
- 『ケルティック・テクストを巡る』 中央大学出版部 2013

小菅奎申・松村賢一・三好みゆき・大澤正佳・北文美子・真鍋晶子・盛節子共訳

## 参考
- 『棟方志功の世界』著者紹介